# Rezerwat przyrody Jaśkowice
Rezerwat przyrody „Jaśkowice” – rezerwat leśny na terenie powiatu opolskiego, w gminie Prószków. Rezerwat obejmuje niewielką część dużego kompleksu leśnego położonego na Obszarze Chronionego Krajobrazu Bory Niemodlińskie. 
Rezerwat utworzony został w 1969 r. w celu zachowania ze względów naukowych i dydaktycznych fragmentu lasu mieszanego z udziałem modrzewia sudeckiego oraz dębów bezszypułkowego i szypułkowego. Powierzchnia rezerwatu wynosiła według aktu powołującego 5,89 ha, jednak nowsze źródła podają wartość 5,92 ha i 6,00 ha. Obszar chroniony nie posiada otuliny.
Na terenie rezerwatu znajdują się dwa pomniki przyrody – 190-letnie okazy modrzewia o pierśnicy 210 i 250 cm. Poza modrzewiami luźny starodrzew budują sosny zwyczajne i świerki pospolite w wieku 175 lat. Na obszarze chronionym stwierdzono 57 gatunków roślin naczyniowych, brak wśród nich gatunków chronionych. Dominują tu gatunki charakterystyczne dla lasu mieszanego i boru – m.in. orlica pospolita, szczawik zajęczy, kłosówka miękka. Rzadziej spotykane są konwalijka dwulistna, borówka czernica. Teren rezerwatu z uwagi na niedalekie sąsiedztwo gruntów rolnych nie stanowi ostoi dużej fauny ssaków, jednakże na jego terenie zaobserwować można dziki, jelenie oraz sarny.